# Mississippi University for Women mot Hogan
Mississippi University for Women mot Hogan, 458 U.S. 718 (1982) var ett rättsfall där USA:s högsta domstol med röstsiffrorna 5-4 slog fast att Mississippi University for Women, då man enbart utbildade kvinnliga studenter, stred mot Equal Protection Clause i Fjärde tillägget i USA:s konstitution. 